# ソン・ジウォン
ソン・ジウォン（ハングル表記：송지원、1993年12月17日 - ）は、大韓民国の韓国放送公社 (KBS) 所属のアナウンサー。梨花女子大学校の社会科教育学科を卒業した。2019年にKBSに入局した。KBS昌原放送総局に所属している。